# K9 자주포
K-9 자주곡사포(K-9自走曲射砲) 혹은 줄여서 K-9 자주포(K-9自走砲, 영어: K-9 Thunder)는 대한민국의 국방과학연구소(ADD)와 한화에어로스페이스 등이 참여하여 독자 개발한 자주포이다. 한화에어로스페이스가 생산하여 대한민국 육군과 해병대에서 운용하고 있다.

## 역사
미군으로부터 M107 자주포를 도입하여 자주포를 운용해오던 대한민국은 국산화 노력을 통해 1985년부터 K-55 자주포를 생산하여 약 1,000여 대를 실전배치하였다. 이런 노력에도 불구하고 1980년대 당시 한국의 화포 전력은 북한에 비하여 열위에 있었다. 북한군의 포병전력은 수적으로 우위에 있었을 뿐만 아니라 보유한 화포의 절반가량이 자주화 및 차량탑재용이어서 기동성이 뛰어난 포병전력을 보유하고 있었다. 특히, 사정거리가 증가된 야포를 배치하여 군단 종심작전에 대한 화력지원이나 화력전 수행능력을 향상시켜야만 했다. 대한민국 육군은 이런 양적 열세를 질적 우위로 극복하고자 했다.
이에 따라 KH179와 K-55의 개발경험을 바탕으로 대한민국 육군은 차세대 자주포의 K-9 개발에 착수하였다. 1989년부터 체계개념연구가 시작되어 약 10년간의 집중적인 연구개발을 통해 1999년부터 전력화되었다. 국방과학연구소의 주도로 개발된 차세대 자주포는 삼성테크윈, 현대위아, 풍산, 한화, LG정밀 등 백여 개의 업체가 개발에 참여했다. 그래서 K-9은 1990년대 국방과학기술의 총화와도 같은 존재다. 또한 한국이 세계에 자신있게 내놓은 제1호 국산 명품 무기체계가 되었다. 그리고 이 K-9 자주포를 개발하면서 얻은 기술은 K-55 자주포를 개량(K-55A1)하는 데 기반이 되었다. 이후 2018년 8월 22일부터 K-9 자주포의 개량형 K-9A1이 실전배치되기 시작했다.

## 특징
포탄의 발사속도, 반응성, 생존성, 기동성을 최대한 발휘하기 위해 탄 취급장치, 뇌관추출기구를 자동화하였고, 격발기구를 유압작동식으로 제작하였다. 급속발사 때는 15초 이내에 초탄 3발을 발사 할 수 있으며, 3분간 분당 6~8발, 1시간 동안 분당 2~3발 사격이 가능하다. 이는 기존 K-55 보다 3배 이상의 화력증대 효과가 있다. 사격임무 접수 후 정지상태에서 초탄 발사시간은 30초, 기동 중에는 60초 이내에 목표물 타격이 가능하다. K-9자주포는 일제사격(TOT:Time On Target)에 유리하며 한 목표지점에 고각(高角)을 달리하여 연속사격 할 수 있다. 이 점을 활용하면 유사시 대부분 갱도형태로 구축된 북한 포진지에 다양한 각도로 효과적인 포격을 가할 수 있다.
K-9은 52구경장(약 8m)의 155mm 포신을 채용하여 사정거리가 40km 이상으로 늘어났다. K-9은 최대 3분간은 분당 6발의 사격이 가능하므로 기존의 K-55보다 3배 이상의 화력효과를 낼 수 있다. 특히 K-9은 자동장전시스템과 자동포신이동시스템을 갖추고 있다. 즉 K-9의 사격통제용 컴퓨터에 표적위치를 입력하면 자동으로 사격제원을 산출하여 포구를 목표방향으로 지향시키고 탄약을 자동으로 이송, 장전한다. 결과적으로 K-9 자주포는 서 있는 상태에서라면 30초 이내에 초탄을 발사할 수 있다.
게다가 K-9은 혼자서 사격제원을 바꾸면서 사격을 할 수 있다. 이에 따라 단독 TOT(Time On Target, 다른 위치에서 다른 시간에 쏜 포탄이 같은 위치에 동시에 떨어지도록 하는 사격) 능력을 갖추게 되었다. 이렇게 단독 TOT 능력을 갖추게 되면 한 대의 자주포가 여러 대가 동시에 쏜 것과 같은 효과를 갖는다.
K-9은 1,000 마력의 디젤엔진을 탑재하여 최대 67km/h까지 달릴 수 있어 K1 시리즈 전차와 동등한 기동능력을 자랑한다. 위치확인장치, 자동 사격통제장치, 포/포탑 구동장치 및 통신장치를 탑재하였기 때문에 스스로 계산한 사격제원 또는 사격지휘소로부터 접수된 사격제원에 따라 포를 자동으로 발사할 수 있다.
방호력의 측면에서는 전차만큼은 단단하지 않지만 고강도 장갑판을 채용하고 있다. 이에 따라 적 포병화력의 파편이나 중기관총, 대인지뢰 등에 대한 방호력을 갖추고 있다. 또한 화생방전 대응능력을 갖추고 있어 생존성이 향상되었다.

## 성능 및 가격 비교

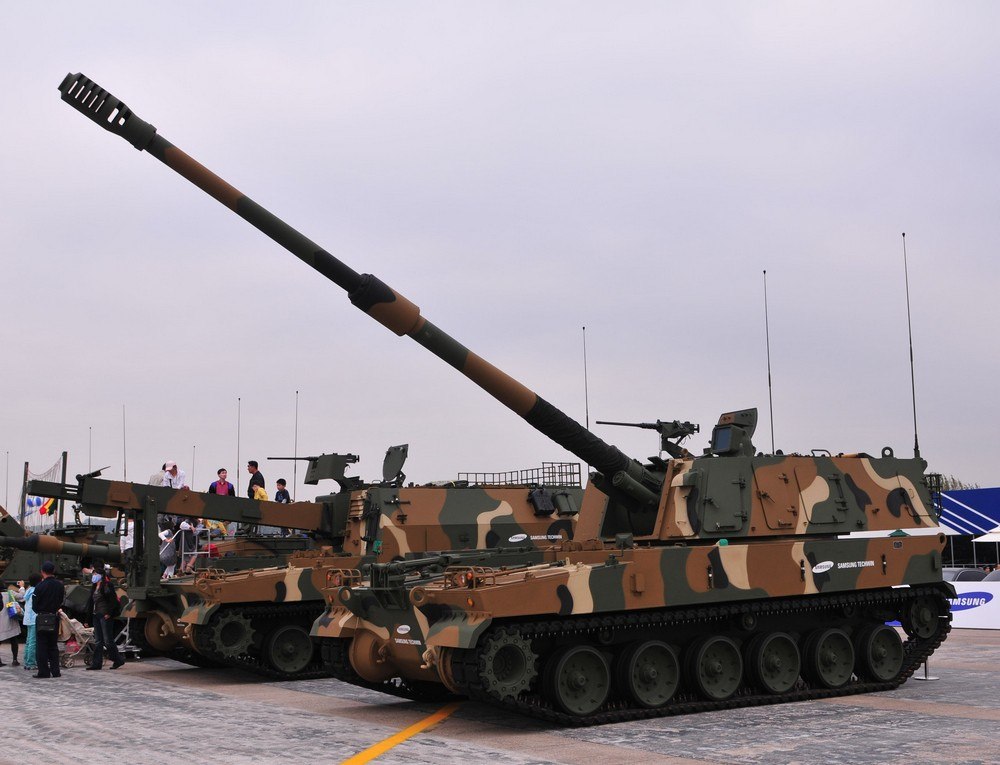
대한민국 국군이 운용중인 K-9 자주포의 모습.

K-9은 미국이 보유한 자주포 M109A6 팔라딘이나 영국의 자주포 AS90에 비해 현저히 우수한 성능을 발휘하며, 중국의 PLZ-05는 공개된 작동 영상에서 주퇴복좌기와 서스펜션 기능이 형편없다는 사실이 드러났고, 러시아의 2S35 칼리챠-SV는 성능이 검증되지 않았다.
현존 세계 최강의 자주포라 불리는 독일의 PzH2000에 비하면 분명 탄약 적재량, 연사 속도, 사거리, TOT 등 많은 부분에서 열세이나, 가벼운 무게로 인한 기동성과 특히, 가격 대비 성능에서 우위에 있는 K-9은 세계 최정상급이다.
K-9은 사격명령 접수로부터 30초 이내에, 기동 중 1분 이내에 초탄을 발사할 수 있다. 15초 동안 3발의 급속사격과 3분 동안 분당 6발의 최대발사속도이므로 1분에 2발을 발사하는 셈이다.
일반적으로 자주포는 부대 단위로 3~6분 내 일시 사격 이후 즉각 진지 이동한다. 이를 'Shoot & Scoot'이라 하며, 적의 대포병 사격을 회피하기 위한 것이다. K-9은 자동화된 기능으로 이 성능이 우수하다.
PzH2000은 2002년부터 시작된 독일의 군축과 낮은 가성비로 수출 실적이 저조하여 생산 라인의 가동이 축소되어 유지보수나 업그레이드의 어려움이 더욱 가중될 전망이다. 또한 Pzh2000은 최근 노르웨이군의 극한 실험에서 시동이 걸리지 않는 결함이 노출되었다.
K-9은 지속적이고 장기적으로 성능을 향상시킬 예정이라 타국의 관심과 수요가 매우 높다. K-9은 국내외를 통틀어 약 2,000여 문이 보급되어 규모의 경제를 실현할 수 있을 정도로 가격이 낮고, 국내 생산 라인도 2021년까지 가동 중이며, 전세계 자주포 시장의 절반 가까이를 점할 정도로 사용국이 많아 유지보수 부담이 적다.
이런 K-9의 장점에 주목한 터키는 K-9의 기술을 도입하여 자국에서 생산한 T155 FIRTINA 자주포를 운용하고 있다.
K-9은 대당 가격이 40억 원에 이르는 고가의 무기체계이다. 약 10억 원이었던 K-55 자주포에 비하면 매우 높은 가격이다. 하지만 K-55보다 한 차원 높은 성능인 데다가 동급의 최첨단 자주포인 PzH2000의 가격이 약 100억 원에 이른다는 사실을 감안한다면 가격대비 성능 면에 있어서도 K-9은 우수한 첨단무기체계라고 하겠다. 추가로 차체 수출로 폴란드에 수출하는 데 성공하였고, 완전제 수출로는 인도에 100여대를 파는 데 성공했다.#

## 탄약

### KM549A1
- 사거리연장 고폭탄, HE-RAP
- 최대 사거리 23.5Km(KM119A1), 30.1Km(KM203)
- 적용 화기들 M114A2(M1A2), KH179(CN79), SP K55(CN79), K9(CN93)
- 155mm탄은 크게 로켓보조추진탄 KM549와 베이스브리드탄 K307으로 나뉜다.로켓보조 추진탄은 포의 사정거리를 연장시키기 위해 로켓보조 추진체를 사용해 탄속을 증가시킨 탄이다. 한국군에서는 일명 랩(RAP)탄으로 부른다. 사정거리 30km에 달성할 수 있는 랩탄은 1980년부터 생산해 사용하고 있지만 점점 줄어드는 추세다. 사정거리를 연장시킬 수 있는 장점이 있는 반면 로켓추진시스템의 불량할 경우 아군의 머리위로 탄이 낙하될 가능성이 있기 때문이다. 또 고체로켓의 연소시 발생하는 진동과 흔들림으로 탄착오차가 상당히 커진다.

### K305
- 이중목적 고폭탄, DP-ICM
- 유탄(88개)의 공중살포로 전차등의 장갑 파괴와 폭풍 및 파편에 의한 인명살상에 사용
- 최대 사거리
  - K55 14.4km(KM4A2 추진제), 17.5km(KM119A1 추진제)
  - KH179 17.7km(KM119A1 추진제)
- 적용 화기들 M114A2(M1A2), KH179(CN79), SP K55(CN79), K9(CN93)

### K308
- 연습탄, DP-ICM TP
- 최대 사거리
  - K55 14.4Km(KM4A2 추진제) 17.5Km(KM119A1 추진제)
  - KH179 17.7Km(KM119A1 추진제)
- 적용 화기들 M114A2(M1A2), KH179(CN79), SP K55(CN79), K9(CN93)

### K310
- 항력감소 이중목적 고폭탄, B/B DP-ICM
- 자탄 수량 49개(K221)
- 최대 사거리
  - K55 22km(KM119A1 추진제)
  - KH179 28km(KM203 추진제)
  - K9 36km(K676 추진제)
- 적용 화기들 M114A2(M1A2), KH179(CN79), SP K55(CN79), K9(CN93)

### K307
- 항력감소 고폭탄, B/B HE
- 최대 사거리 41km
- 적용 화기들 M19, M181, M224 MORTAR
- 가격 150만원
- 그동안 K-9 자주포는 사거리 연장탄으로 항력감소방식을 사용하는 K307과 K310을 사용했다. 고폭탄이 든 K307은 항력을 제거하는 가스발생기를 탄 끝에 장착해 K9 자주포 기준 최대 40km까지 사격이 가능하다. 반면 자탄, 즉 이중목적고폭탄을 내장한 K310은 사거리가 36km로 알려졌다. 새로운 155㎜ 사거리 연장탄을 K9 자주포에서 운용하면, 고폭탄의 경우 54km, 이중목적고폭탄을 내장한 포탄은 45km의 사거리를 갖는다. 2022년 대량생산을 시작해, 114,000발을 한국군에 납품할 계획이다.

## 파생형

### K9A1
현재 국군이 운용중인 K-9 자주포는 가격대비 출중한 성능을 자랑하지만, 연평도 포격사태(또는 연평도 포격전)를 겪으며 조선민주주의인민공화국의 갱도포병에 대한 신속한 대응 및 조기 제압능력이 요구되면서 K-9과 이를 포함하는 포병체계에 대한 성능개량이 본격적으로 논의되기 시작했다. K-9의 양산이 끝나는 2018년 이후, 창정비 시기에 맞춰 진행될 것으로 추정되고 있다.
성능개량 수준에 그치지 않고, 완전히 새로운 자주포로 개조하는 형태로 진행될 예정이다. 위치확인, 제원계산, 방열, 송탄 및 장전, 신관장입과 사격까지 거의 모든 과정이 자동화된 무인포탑으로 구성된다. K-9의 차대나 기동체계는 그대로 쓰되 탄약장전장치의 구조를 바꾸고, 둔감장약을 적용하고 장약장전을 자동화시켜 현재의 3분간 최대발사속도 6~8발을 10~12발까지 끌어올린다는 계획인데, 이는 구조와 목표성능이 미국의 차기 자주포 크루세이더의 것과 거의 동일하다.
이외에도 지속사격능력의 확보를 위한 강선 내마모 코팅-도금기술과 주퇴력 최소화를 위한 연식주퇴 기술이 적용되며, 무인포탑화되어 승무원도 2~3명으로 줄어들고, BTCS를 통해 포탑을 원격으로 제어하는 것도 검토 중이다. 단순히 K-9만 개량하는 것이 아니라 사격지휘체계를 자동화하여 사격신속성을 증대시키기 위한 연구도 진행 중이며, 빠른 표적획득과 피해평가를 돕는 관측포탄과 사거리 100km에 CEP 20m급 초장사정 활공유도포탄이 동시기에 개발되어 함께 운용될 예정이다. 이러한 개량들이 적용된 K-9의 전투력은 시뮬레이션 결과 2~3배 향상될 것으로 예측되었다.
이후 2018년부터 K-9A1 자주포가 실전배치가 되기 시작했다. 이것은 원래 목표로는 2019년 개량해 실전배치할 예정이었으나 1년 앞서서 개량되기 시작했다. 대한민국 육군의 K-9 자주포 보유 숫자는 1천대를 넘어선 1,300여대 수준으로 전량 2030년대 K-9A1으로 개량될 예정이다.

### K9A2
K-9A2로 개량하기 위한 연구에 착수했다. K-9A2는 2027년 이후 전력화될 예정이다.
K9A2는 사격할 표적의 좌표 등 제원만 주어지면 포탄과 장약을 자동으로 고른다. 표준화된 크기로 만들어진 단위장약은 사거리에 맞게 몇 개를 포개면 그만이다. 새로 개발된 단위장약은 충격 등에 둔감해 폭발 사고도 적다. 이렇게 고반응 화포 장치로 시범적으로 적용한 K9A2형은 1분에 9발을 쐈다. 분당 6발을 사격하는 기존의 K9A1에 비해 1.5배나 더 쏜다.
K9A1은 포탄을 자주포 아랫 부분인 차체 안에 탑재했지만, K9A2는 위에 있는 포탑에 포탄을 가지런히 세워 적재한다. 그래서 포탑이 커진 것이다. K9A2는 차체에 포탄을 싣지 않다 보니 차체 내부에 새로운 공간이 생겼다. 그래서 그 빈 공간에 에어컨과 자동 소화장치를 넣는다.

### K9A3
K9 자주포의 완전 무인화 버전이다.
사거리가 70~100 km로 늘어나고, 분당 최대 발사속도는 10발로, 포신도 현재 8m에서 9m로 길어질 전망이다.
|          | K9 기본형     | K9A1          | K9A2          | K9A3         |
| 포신길이 | 52구경장(8 m) | 52구경장(8 m) | 58구경장(9 m) | -            |
| 지속사격 | 분당 2-3 발   | 분당 2-3 발   | 분당 4-6 발   | 분당 6-10 발 |
| 사거리   | -             | 40 km         | -             | 100 km       |

## 운용 국가

K9 및 변형 모델을 운용중인 국가

### 대한민국
육군과 해병대에서 2021년 현재 운용 중이다.

### 튀르키예
튀르키예는 한국으로부터 엔진·변속기·구동체계 등을 수입해 현지에서 생산한다. 350대(280대 내수용, 70대 수출용) 판매를 조건으로 무상 기술 이전을 해주었기 때문에 따로 라이센스 비용을 받지는 않는다. 독일의 수출 반대로 280대만 생산되었다.

### 핀란드
2017년 2월 17일, 핀란드는 2024년까지 48대의 중고 K9을 구매하겠다고 밝혔다.

### 노르웨이
노르웨이는 K9 유저클럽 중 하나로, 2025년 기준 K9 자주포 28대와 K9 자주포에 탄약을 제공하는 K10 14대를 운영 중이다.

### 인도
인도는 한화에어로스페이스와 2017년 K9 자주포 1차 수출 계약을 체결, 한화에어로스페이스는 2020년까지 100문을 납품하였다. 가장 최근의 계약은 2025년 체결된 3,700억 원 규모 건이다.

### 폴란드
폴란드는 2023년 12월과 2024년 4월 한화에어로스페이스와 3조 2천억 원 규모의 K9 자주포 152문, 2조 2천억 원 규모의 천무 72대 구매 계약을 잇따라 체결하였다. 계약 조건에는 2024년 11월까지 양국 당국 간 별도의 금융 계약이 체결되어야 효력이 발생한다는 내용이 담겨있어 이후 양국 정부 간 협의가 이어졌다. 1차 계약과 관련한 한국 정부의 對폴란드 수출 금융 지원 규모는 약 17원이다.

## 제원

### 일반 제원
- 중량 = 47t
- 길이 = 12m
- 총열_포신 길이 = 8m
- 폭 = 3.4m
- 높이 = 3.5m
- 지름 =
- 인원 = 5명

### 총 제원
- 탄약 = K315(신형 장거리 연장 포탄)
- 탄약중량 = 40kg 이상
- 구경 = 155mm
- 총열_포신 =
- 연사속도 = 급속발사: 15초이내 3발
최대발사: 3분간 분당 6발
지속발사: 1시간동안 분당 2발
- 포구속도 =
- 사거리 = 40.6km~53km
- 최대사거리 = 53km

### 포 제원
- 장전 = 자동장전
- 내구도 = 1,000발 (독일 2,500발)
- 고각 =
- 선회각 =

### 차량·함선 제원
- 장갑 = 10m 상공 155mm급 고폭탄의 폭압이나 파편에 대해 생존성 보장, 14.5mm까지 방호
- 무장 = 155mm 52구경장 곡사포
- 부무장 = K6 기관총
- 엔진 = MTU MT881 Ka-500
- 엔진출력 = 1,000hp
- 추중비 = 21.6마력
- 변속기 = ATDX1100-5A3
- 적재용량 = 155mm 포탄 48발
- 서스펜션 = 유기압
- 연료적재량 =
- 항속거리 = 360 km
- 최고속도 = 67 km/h
- 유도장치 =

## 같이 보기
- K-10 탄약보급장갑차
- K-9A1
- K-9A2